# Hartlib Rex

Hartlib Rex 1986

Hartlib Rex (* 1936 in Hamburg-Altona; † 2009 in Paray-le-Monial, Burgund, Frankreich) war  ein deutscher Maler und Autor von Essays und Gedichten.

## Leben
Als Sohn des Bildhauers Wilhelm Rex (1870–1944) erlebt Hartlib Rex im Kindesalter die bedrückende Atmosphäre der NS-Zeit, den Feuersturm auf Hamburg, Flucht in den Bayerischen Wald und beengende Lebensverhältnisse. Die Familie lebte vom Einkommen und der Tatkraft der Mutter, die Lehrerin war. Die 5 Jahre ältere musikbegabte Schwester, Renate Rex, wurde Pianistin, später Organistin.
Von 1958 bis 1964 studierte Rex Malerei an der Kunstakademie in Karlsruhe, (Klasse Walter Herzger als Nachfolger von Erich Heckel) und an der Chelsea School of Art, London, sowie Kunstgeschichte und Anglistik an der Universität Hamburg und am St. Mary’s College in London. 1968 eröffnete er die  „Galerie für Zeitgenössische Kunst“ in Hamburg, die von damals noch wenig bekannten Künstlern wie Hermann Tomada, Rudolf Schwaiger und Eberhard Linke frequentiert wurde. 1975 zog sich Rex in den Schwarzwald (Mundelfingen) bei Donaueschingen zurück, um sich intensiver dem eigenen Schaffen zu widmen. Schon ab 1961 stellte Rex in namhaften Galerien und Museen aus. Eine zweite Ehe mit Sonia Junod führt 1980 zur Übersiedlung nach Zürich, Schweiz, wo er die folgenden 20 Jahre verbrachte. In dieser Lebensphase entstand der Werkzyklus „Kopfwelten“. 2001 kaufte er ein Anwesen in Marcigny, Burgund und richtete dort das „Maison d’Art Bourgogne du Sud“ ein. Nebengebäude und Garten wurden umgestaltet und 2005 zu einer Ausstellungsstätte für Künstler des Figurativen öffentlich zugänglich gemacht. 2009 starb Hartlib Rex an den Folgen eines Tumors.

## Werk
Seine Malweise und Themen sind dem expressiven Realismus zuzurechnen.  Rex verstand sich als Künstler und Zeitzeuge und nahm thematisch Stellung zum Weltgeschehen, in expliziter Weise (z. B. frühes Triptychon „Our American Way of Death“, 1972, 156x257) und auch in seinen Porträts. Hartlib Rex entwickelte ständig seinen figurativ-expressiven Stil unter Einbezug von Anregungen der Moderne. Er befasste sich kunsttheoretisch mit der Frage „Wie weiter nach Picasso“. Sein umfangreicher Werkzyklus der „Kopfwelten“ setzt sich kritisch mit Persönlichkeiten des Kulturbetriebes auseinander.

## Mitgliedschaften
Hartlib Rex war Mitglied mehrerer Künstlergruppen und -verbände; Masters of Fine Art International, europäische Sektion, 1969; Fantasmagie Internationale, C.I.A.F.MA. Centre International de l'Actualité Fantastique et Magique, Brüssel (deutsche Sektion Rudolf Haus); 1979–86 BBK Hamburg; 1981–89 Verband deutscher Schriftsteller; ab 1979 Schweizer Autorinnen und Autoren Gruppe Olten; ab 1987 International PEN-Club Deutschschweizerische Sektion.

## Ausstellungen (Auswahl)
Im Maison d’Art sind ständig Werke von Hartlib Rex zu besichtigen.
| 1961 | Kunstverein Soest                                                              |
| 1964 | Städtisches Museum Neumünster                                                  |
| 1966 | Kunstcentrum Haarlem/Noord-Holland                                             |
| 1967 | Landesmuseum für Kunst und Kulturgeschichte Oldenburg                          |
|      | Rathaus Rothenburg/Tauber                                                      |
|      | Kunstverein Lüneburg                                                           |
| 1969 | Kunstcentrum Leeuwarden/Friesland                                              |
|      | Galerie Municipale des Métiers d’Art Liège/Luik/Lüttich                        |
|      | Kunstverein Bad Salzuflen Doppel mit Karl-Henning Seemann                      |
| 1970 | Kunstcentrum Veendam/Groningen                                                 |
|      | Kunsthalle Bremerhaven Doppel mit Karl-Henning Seemann                         |
| 1972 | Gemeentelijke Van Reekum Galerij Apeldoorn/Gelderland Doppel mit Waldemar Otto |
|      | Secession Wien                                                                 |
| 1973 | Galerie Merino del Nero Worms                                                  |
| 1983 | Kunstcentrum Nijmegen/Gelderland                                               |
| 1987 | Kunstverein St. Wendel Doppel mit Clemens M. Strugalla Skulpturen              |
| 1988 | Kunstverein Gauting Bilder 1975–1988                                           |
|      | Wilhelm-Morgner-Haus Städtische Kunstsammlung Soest                            |
| 1991 | Themenausstellung «Selbstbildnisse» der Galerie Renée Ziegler Zürich           |
|      | Kunstkreis Heimatmuseum Todtmoos                                               |
| 1999 | Beteiligung an der 22. Blumberger Kunstausstellung                             |
| 2006 | & 2008 Le Petit Louvre, La Pacaudière, Dept. Loire                             |

Hartlib Rex war an diversen Internationale Kunstmessen vertreten: ART Basel, Düsseldorf, Brüssel und Paris (FIAC) 1973–76. Zwischen 1977 und 1988 beteiligte er sich an transnationalen Themen- und Wanderausstellungen wie Bilder für Afrika gegen Apartheid, Künstler für Amnesty International, 1984 und Widerstand – Befreiung – Frieden 8. Mai 1945 - 8. Mai 1985.

## Bilder, Collagen, Texte (Auswahl)
- Ausstellungskatalog «De Wereld von Hartlib Rex» Gemeentelijke Van Reekum Galerij Apeldoorn 1972
- Ausstellungskatalog Hartlib Rex Galerie Schulze-Theiler Münster 1972
- Maler in Hamburg 1966–1974, Volker Detlef Heydorn blau Hans Christians Verlag,  Hamburg 1974
- Chile – Gesang und Bericht, Herausgeber Volker Braun blau, Bernhard Heisig blau, Günter Kunert blau Halle 1975
- Antworten aus dem Fadenkreuz. Collagen, Gedichte. eco-Verlag  Zürich 1979. ISBN 3-85637-016-1
- Künstler in Hamburg Hans Christians Verlag, Hamburg 1982
- Friedens-Erklärung, Fischerhude 1982
- Une Certaine Allemagne, Metz 1982
- Künstler in Hamburg, Hamburg 1982
- Ricco Bilger, Steve B. Peinemann und Hartlib Rex. Der Krieg geniesst seinen Frieden: Gedichte, Aphorismen und Bilder für die überlebenswillige Generation. Kiel 1983, ISBN 3-89029-100-7.
- «1984», Venlo 1984
- Einspruch, Limmat Verlag Zürich 1989 & 1991